# Сотников, Сергей Николаевич
Сергей Николаевич Сотников (род. 1969) — белорусский художник и скульптор.

## Биография
Родился 14 апреля 1969 года в городе Могилеве Белорусской ССР.
Там же успешно окончил местную общеобразовательную школу с художественным уклоном.
В 1994 году закончил учёбу в Витебском государственном университете им. П. М. Машерова на художественно-графическом факультете. После окончания обучения остался работать в ВГУ, с 1999 года преподаёт искусство и технику создания скульптуры.
Регулярно участвует в художественных проектах и выставках в Белоруссии и за рубежом.
Член Союза художников и союза дизайнеров Белоруссии.

## Выставки
Участник международных, областных и городских выставок.

### Персональные выставки
- 1997 — Выставка акварели (Витебск, музыкальная гостиная).
- 1999 — Выставка живописи (Витебск, областной краеведческий музей).
- 2001 — «Waterline» (Москва, ЦДХ).
- 2002 — Выставка скульптуры и графики (Орша, музей В. Караткевича).
- 2004 — Выставка живописи (Фуджоу, Китай).
- 2005 — «Жёлтая река» (Минск, музей современного искусства).
- 2007 — Выставка пейзажа (Городок, краеведческий музей).
- 2018 — Выставка пейзажа (Новополоцк)